# Свети Димитър (Митрова река)
„Свети Димитър“ (на сръбски: Црква Светог Димитрија) е възрожденска православна църква в новопазарското село Митрова река, Сърбия. Част е от Рашко-Призренската епархия на Сръбската православна църква. Църквата е обявена за паметник на културата.

## История
Църквата е гробищен храм. Наследник е на средновековната църква „Свети Димитър“, спомената в Банската повеля на крал Милутин. Остатъците от тази църква са край Горна Бекова, където е и селската чешма Дмитрова вода. След разрушаването на тази църква, вероятно в края XVI век на неравен терен на гробището е построена днешната църква. Вероятно е била изписана. Според преданията църквата е рушена и обновявана три пъти. За последната обнова свидетелства надписът на западната фасада над входа. Тук има мраморна плоча с дялан текст, от който става ясно, че храмът е обновен в 1853 година при митрополит Партений Рашко-Призренски (1849–1853) при султан Абдул Меджид I (1839–1861). Храмът е обновен с помощта на християните и свештениците Петър, Димитър и Радован.

## Архитектура
Църквата е с надлъжна, еднокорабна основа и полукръгло олтарно пространство. Изградена е от дялан и ломен камък, без особена систематичност в строителната техника. Олтарът е изграден отвън с най-голямо внимание, с редове камъни, чиято ширина намалява с височината. Страничните стени са неправилно изградени, с различни размери и методи на обработка на камъка. Фактът, че църквата е била съборена и възстановена няколко пъти, вероятно е допринесла за подобни неравенства. Така триъгълното поле под покривния венец на западната фасада е изградено от каменни плочи с много грижи, тъй като е и най-новата част на църквата. Църквата прилича на каменна къща и е покрита с двускатен покрив.
Ремонтите засягат и вътрешността на църквата. Олтарното пространство е с полукръгла форма, с малки ниши за съхранение на богослужебни предмети. Наосът е разделен на два кораба с каменни пиластри, свързани със сводове. В предолтарното пространство, до иконостаса, от двете страни има по една интересна ниша, чиято форма произхожда от ислямската архитектура. Правоъгълният вход е на северната стена. При по-късни интервенции църквата получава и притвор, а при последния ремонт е изграден и външен притвор. На места в два притвора има каменни украси под формата на розетки с кръст. Църквата има малък брой много малки прозорци. Два отвора, правоъгълен и хоризонтален, са разположени в средата на олтарната апсида и на южната стена на предолтарния трансепт. Два още по-малки правоъгълни отвора, но поставени вертикално, са разположени на западната фасада. Единствената фасадна украса на църквата е надгробна плоча втора употреба в горната част на западната фасада. Полукръглият вход на храма е рамкиран от правоъгълна рамка. Над него има ниша със сарацинска арка и каменната плоча със запис от реставрацията на храма през 1853 година. От двете страни на нишата има малка розетка с кръст и прозорец до нея. Най-отгоре се намира споменатата надгробна плоча, изработена от същия камък като надписната плоча.

## Иконостас
Иконостасът е началото на XX век. Той е проста триделена дървена конструкция без украса. Състои се от парапетни, престолни и апостолски и празнични икони. Има царски двери и вход от северната страна, а отгоре завършва с изрисувано Разпятие. Името на зографа, изработил иконите за иконостаса, не е записано, но художествената поетика и иконографските модели показват, че тези творби може да са нарисувани от видния дебърски Аврам Дичов или някой от неговия кръг. За това сочат и подписаните икони в църквите от северозападната част на Рашко-Призренската епархия. През 1902 година „Аврам Дичич със синовете му“ е подписан в църквата „Свети Никола“ в Щитари, а „Братя Дичичи“ в църквата „Благовещение Богородично“ в Щитково. Има голяма прилика с неподписаните икони в манастирите Кончул и Врачево, които също се намират в този район.